# 전기레인지

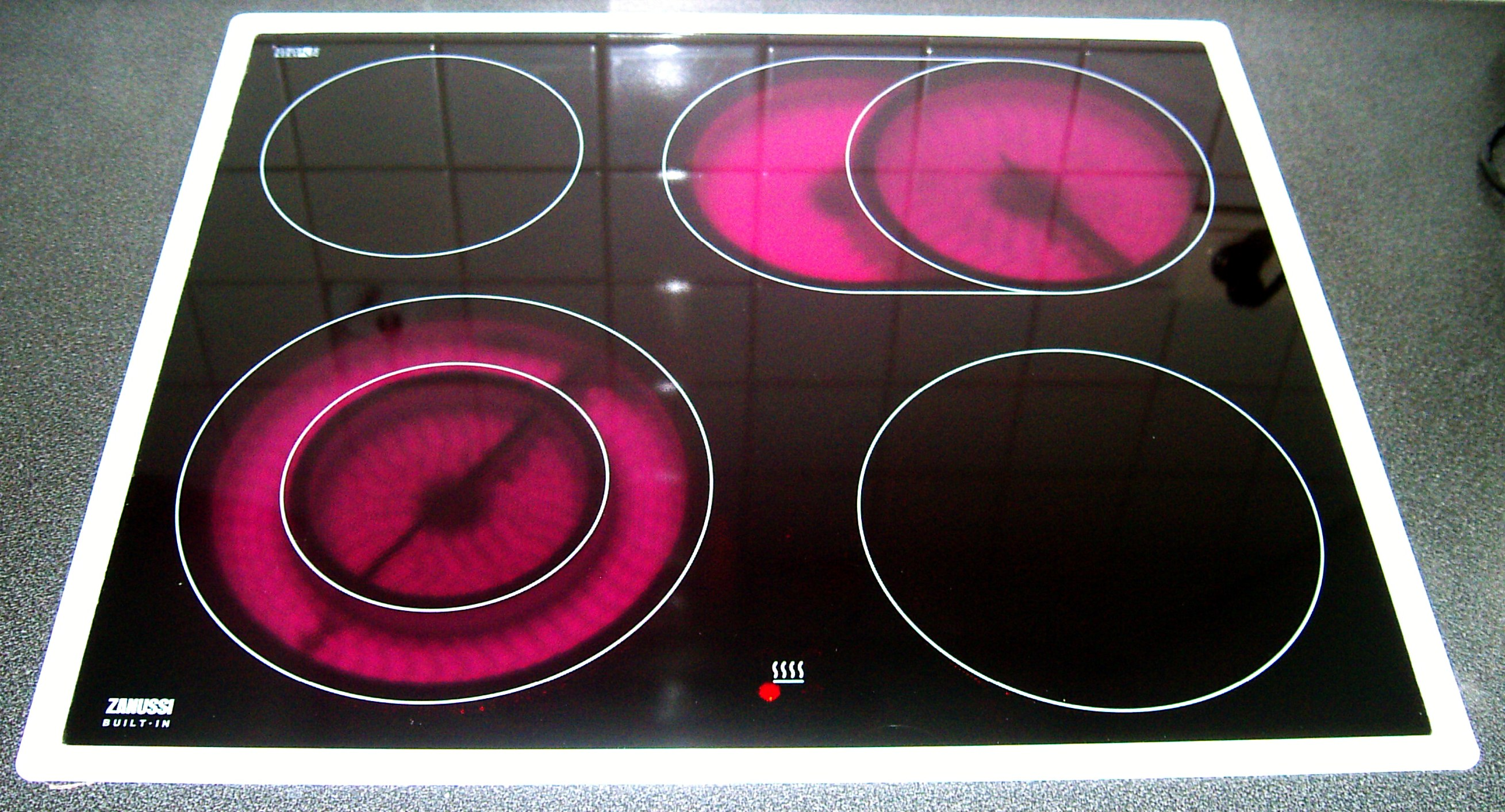
가동중인 전기레인지 상판

전기레인지(electric range)는 전기 에너지로 음식을 조리하는 기구다.
가스레인지에 비해 가스 누출과 폭발 위험이 없고, 세척이 편리하고, 열전도율이 높고 에너지 소비량이 적다는 장점이 있다.
공기 중 산소를 소모하지 않아, 일산화 탄소와 같은 각종 유해 가스가 발생하지 않는다. 반면, 가스레인지에 비해 가격이 비싼 편이다.

## 역사

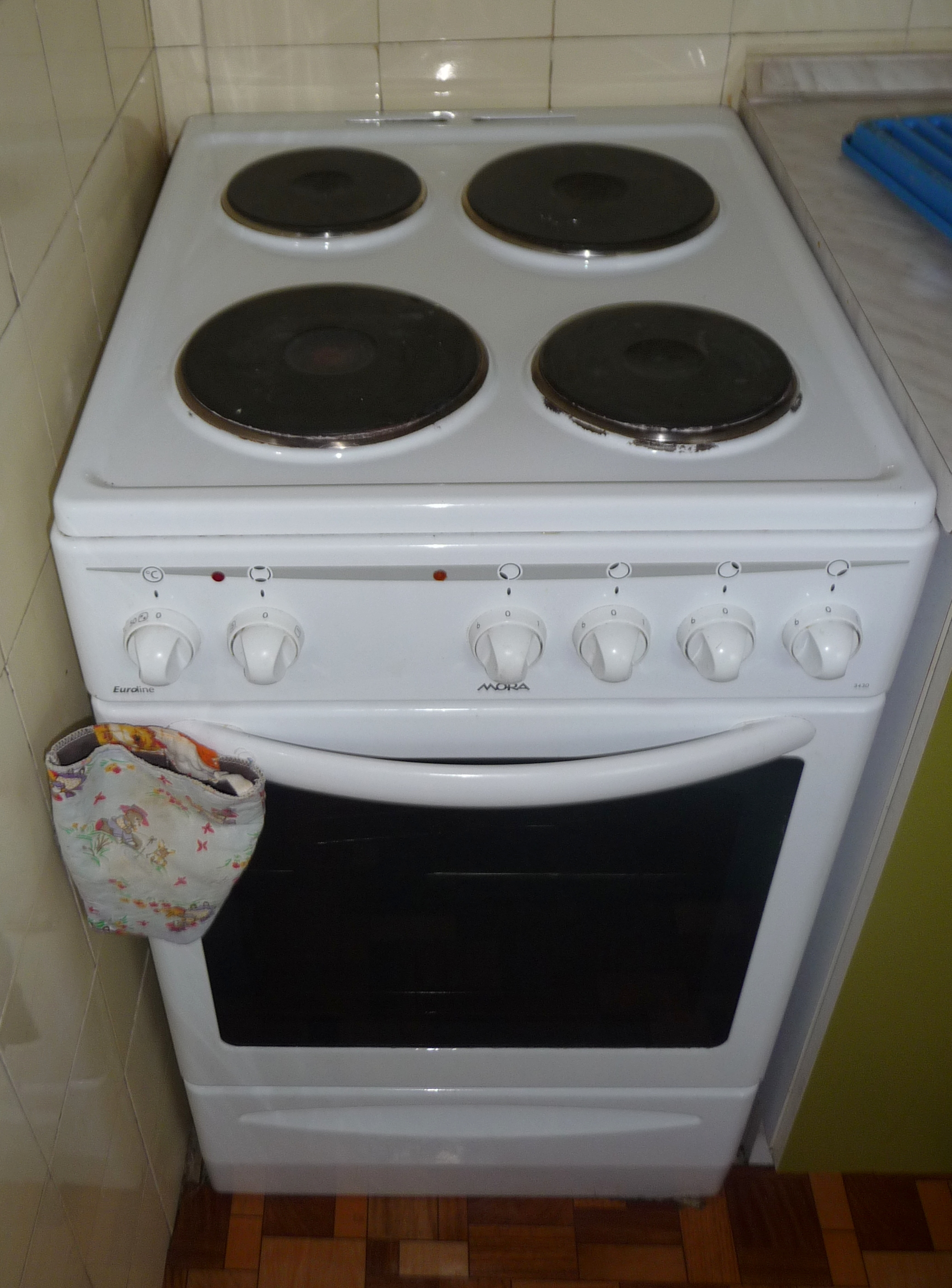
전기레인지

1859년 9월 20일, 조지 B. 심슨은 배터리를 전원으로 하여 백금 와이어 코일에 의해 가열되는 전기 히터 표면에 대한 미국 특허 #25532를 받았다. 그의 말에 따르면 난방, 온수, 요리에 유용하게 쓰일 수 있다.

## 원리

### 직접 가열 방식
적열(赤熱), 하이라이트(Hi-Light) 방식이다. 상판 자체를 가열하는 방식으로 화상위험이 높다.
초기 발열은 인덕션 방식에 비해 느리지만 전용 용기 사용이 필요없고, 전원을 끄더라도 상판 글라스에 잔열이 남아 뜸들이기 조리가 가능한 장점이 있다.

### 유도 가열 방식
유도가열을 이용한 인덕션(Induction) 방식으로, 발열속도가 빠르고 상판 가열을 하지 않아 화상위험이 낮다. 전용용기를 사용해야 한다. 전기 자기장을 이용한 유도가열 방식을 사용하기 때문에 인체에 유해한 전자파 발생량이 높다.

## 같이 보기
- 전자레인지
- 가스레인지